# Jevgenij Ivanusjkin
Jevgenij Ivanusjkin (uttalas Ivánusjkin), rysk bandyspelare, född 26 juni 1979, moderklubb Dynamo Mayak. Spelar nu för Dynamo Moskva.

## Klubbar
- 2006/07	Dynamo Moskva
- 2005/06	Dynamo Moskva Ryssland
- 2004/05	HK Vodnik Ryssland
- 2003/04	Sibskana
- 2002/03	Sibskana
- 2001/02	Sibskana
- 2000/01	Majak
- 1999/00	Majak
- 1998/99	Majak
- 1997/98	Majak
- 1996/97	Majak
- 1995/96	Majak